# Tage William-Olsson
Carl Martin Tage William-Olsson,  född 8 juni 1888 i London, Storbritannien, död 22 augusti 1960 på Lidingö, var en svensk arkitekt som blev mest känd som arkitekt bakom trafikknutpunkten Slussen i Stockholm. Men under sin långa bana hann Tage William-Olsson eller W-O, som han kallades, med mycket annat. Han ritade bostäder och stadsplaner och var en entusiastisk debattör och envis utredare.
Han var bror till William William-Olsson, professor i ekonomisk geografi vid Handelshögskolan i Stockholm åren 1946-1969 och konstnären Donald William-Olsson.

## Skola och utbildning
Tage William-Olsson föddes i Purley utanför London som son till affärsmannen, och grundaren av Lundsbergs skola, William Olsson och Maria Bergman. 1896 flyttade familjen till Stockholm. Tage William-Olsson fick sin skolgång vid Lundbergs internatskola och vid Örebro Tekniska Elementarskola, där han tog examen 1906. Därefter utbildade han sig till bergsingenjör i Sheffield och på KTH i Stockholm. Efter studieresor i USA och England fick han en anställning som metallurg på AB Gröndals Patenter i Stockholm. I William-Olssons uppgifter ingick så småningom konstruktion och formgivning av olika byggnader inom malmbrytningen och här upptäckte han sitt särskilda intresse för arkitektonisk gestaltning. 1924 lämnade han Gröndals Patenter för att studera vid KTH:s arkitekturlinje, där bland andra Erik Lallerstedt, Per Olof Hallman och Lars Israel Wahlman var hans lärare.
Redan under studieåren hade Tage William-Olsson framgång i diverse arkitekttävlingar som Bygge och Bo-utställningen på Lidingö (1924–1925) och tävlingen om byggnad för Nationernas Förbund i Genève (1926–1927). På Lidingö byggdes norr om Kyrkvikens inre nitton villor i de båda obebyggda tresidiga kvarteren mellan Askrikevägen och Rönnvägen. Senare tillkom ytterligare en villa. Utställningen pågick under en månad, från september 1925. Under utställningen visades åtta av villorna helt möblerade. Ännu hundra år senare är området väl sammanhållet. Området är en del av Lidingö villastad. År 1925 startade han sin egen arkitektverksamhet som han hade kvar till 1930, då han blev anställd vid stadsplanekontoret i Stockholm.

## Liv och verk

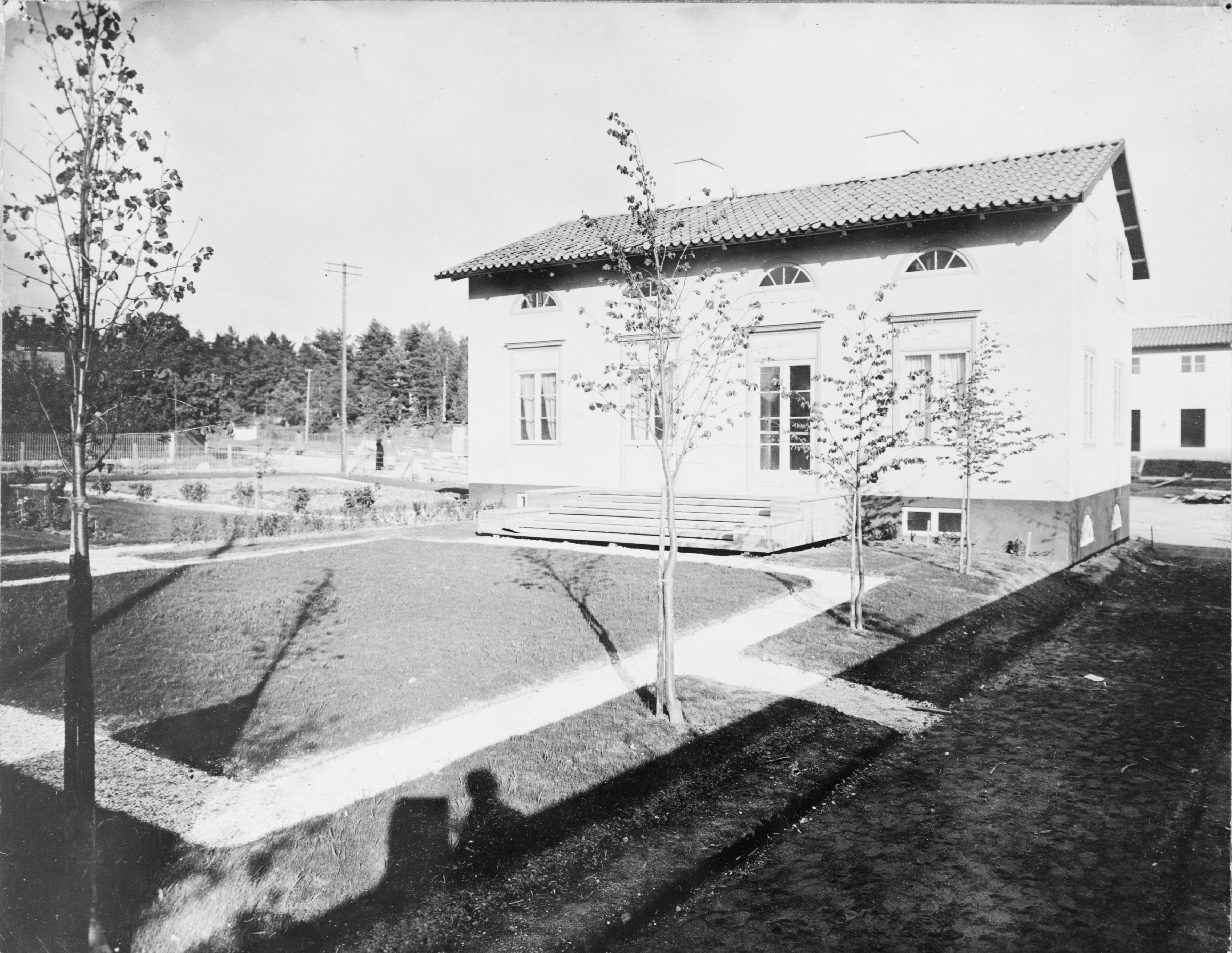
Bild från Villavägen på Lidingö, 1925, hus ritat av Tage William-Olsson. Till Bygge och Bo-utställningen på Lidingö 1925 ritade han 3 hus. Området är en del av Lidingö villastad och är koncentrerat kring Villavägen, det är relativt väl bevarat. Sedan 1987 är det ett riksintresse för kulturmiljövården.

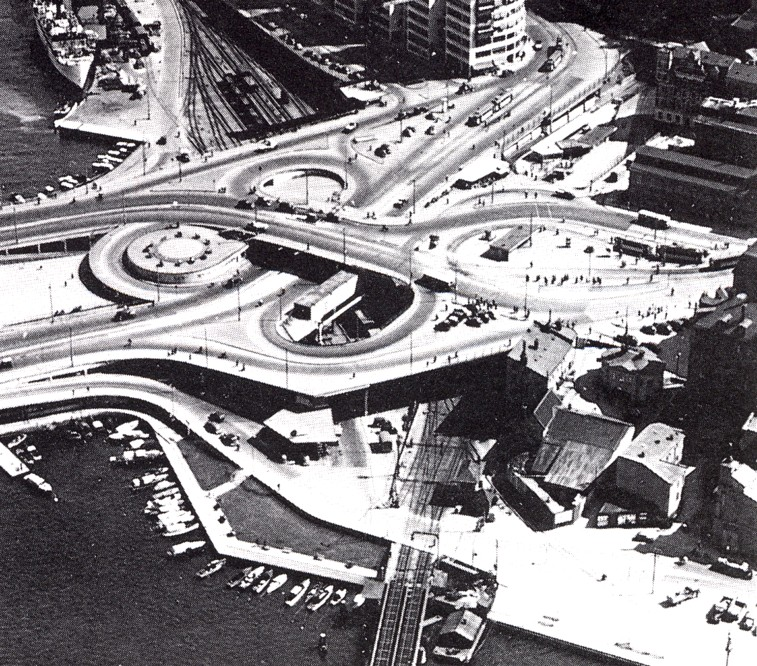
Slussen flygfoto 1939

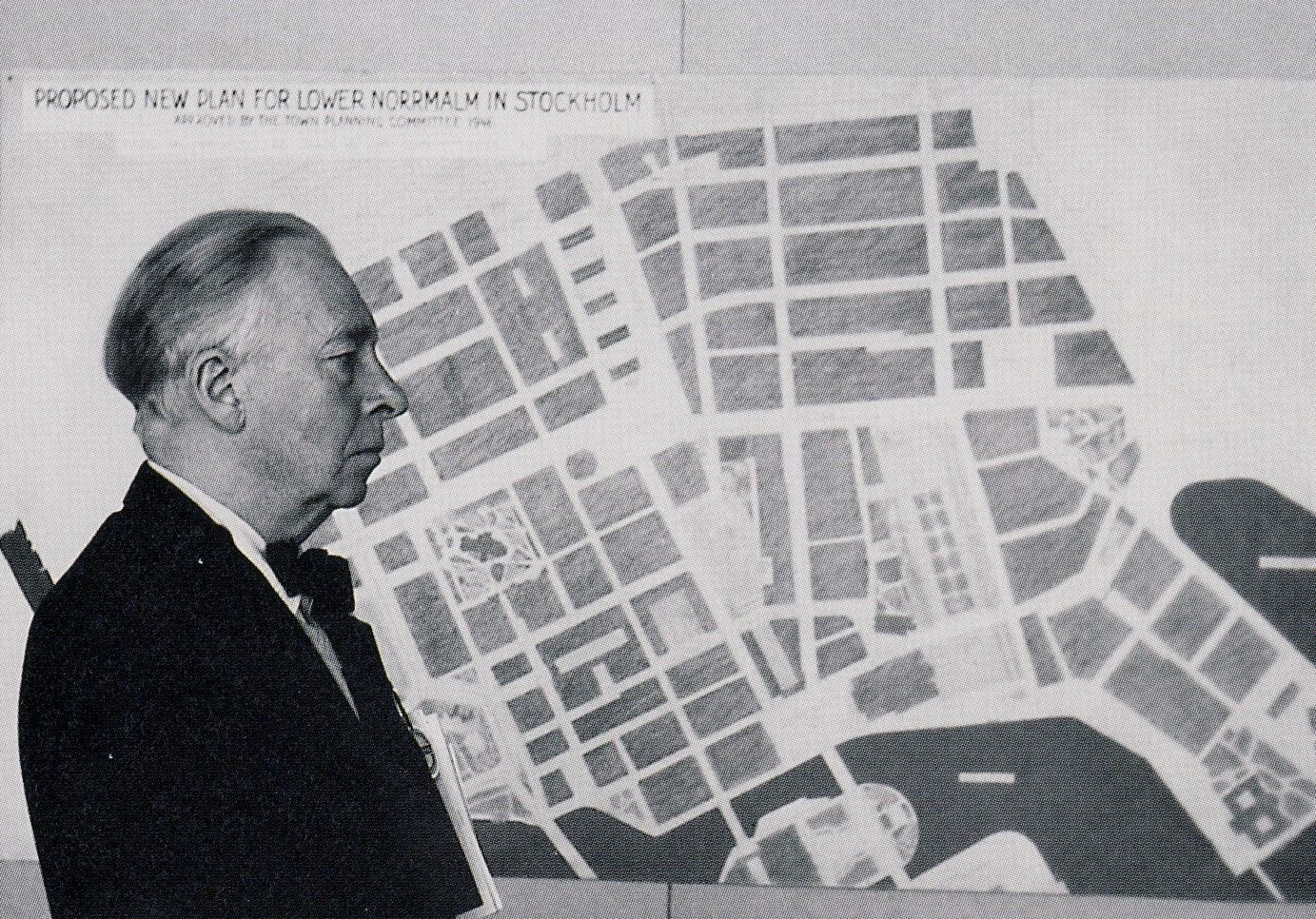
Tage William-Olsson 1946 med planen för Nedre Norrmalm

År 1926 fick Tage William-Olsson i uppdrag att utforma det nya samhället Boliden i Västerbotten genom dess första stadsplan. Boliden skulle bli en ”industrialismens ö i ett hav av bönder, där bolaget fanns med som en sträng men rättvis fader”. Den strikta hierarkin som präglade arbetet i gruvan syntes också på det nya mönstersamhället, vars stadsplan fick ett unikt utseeende i form av en solfjäder. Högst upp på backen bodde disponenten, lite längre ner fanns ingenjörernas hus och närmast gruvan fick arbetarna bo. 
Redan 1928 kom William-Olsson att engagera sig i frågan om en trafiklösning vid Slussen.
Anlitad av 1930 års trafikkommitté såväl som dess Slussbyggnadskommitté.
Han arbetade med såväl trafikföringen som gestaltningen av anläggningen och den omgivande bebyggelsen. Slussens trafikföring var redan förberedd för framtida högertrafik och när den geniala fyrklöverbladslösningen i flera plan stod färdig 1935. Skapelsen hyllades från många håll, däribland Le Corbusier, som uttryckte sin förtjusning i ett personligt brev till W-O där han skrev "Ni, Ni i Stockholm, har gjort den moderna tidens första stora verk, trafikknuten Slussen".
Åren 1935 till 1943 hade han igen en egen arkitektverksamhet i Stockholm och frågan om Nedre Norrmalms omgestaltning (Norrmalmsregleringen) fängslade honom. Han lämnade en mängd förslag oftast utförda som mycket skickligt gjorda perspektivillustrationer i färg. En av hans konkurrenter i Norrmalmsregleringen var bland annat arkitekt Paul Hedqvist. W-O skissade även på lösningar på det så kallade tegelbackseländet vid Tegelbacken i Stockholm, som var en annan hårt trafikerad knutpunkt vid sidan om Slussen. Bland hans förslag fanns en klöverbladslösning, som dock ej utfördes.
Åren 1943 till 1953 var W-O stadsplanechef i Göteborg där han kom att stå bakom många bostadsområden. I stadsdelen Järnbrott ritade han tillsammans med sonen Anders William-Olsson ett hus innehållande bostäder med öppen kökslösning och flyttbara mellanväggar på Modulatorsgatan. Det var första gången denna form av flexibilitet genomfördes i ett svenskt bostadsprojekt. I Göteborg hade han egen arkitektverksamhet mellan 1953 och 1956, sedan återvände han till Stockholm där han var aktiv som arkitekt till sin död. Vid sidan av sin arkitektverksamhet var han verksam som akvarellmålare och finns representerad vid bland annat Göteborgs historiska museum.

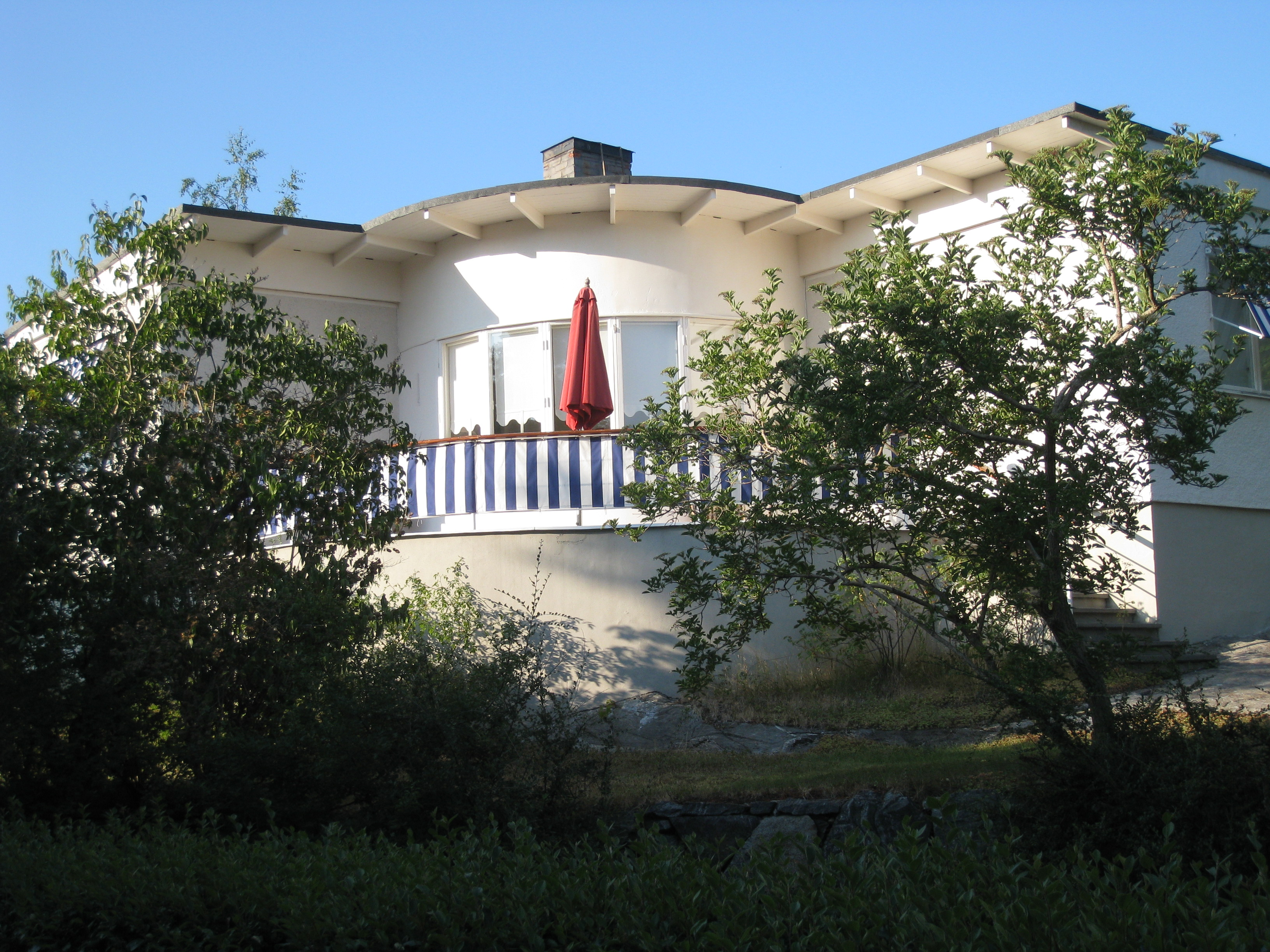
Den lilla fyrarumsvillan i funkisstil som Tage William-Olsson ritade till sig själv på Furusångsvägen 4 i Ålsten.

Funkisstilen slog igenom på 1930-talet och Tage William-Olsson ritade själv sin egen villa i funkisstil på Furusångsvägen 4 i Ålsten i Bromma. I allmänhet byggdes då litet större villor, men William-Olssons villa, som byggdes 1935, hade bara fyra rum, den hade en helt avvikande stil från grannhusen längs Furusångsvägen. Huset är 92 kvadratmeter plus garage och källarutrymmen. Han var själv bosatt i villan. På 1980-talet var förste statsmeteorolog Martin William-Olsson bosatt i villan.
Tage William-Olsson bodde en tid i Kollektivhuset på John Ericssonsgatan i Stockholm.
Tage William-Olsson är begraven på Skogsö kyrkogård i Saltsjöbaden.